# Alys Robi
Pour les articles homonymes, voir Alys Robi (homonymie), Robitaille et Robi.
Alys Robi, née Marie Alice Albertine Robitaille  le 3 février 1923 à Québec et morte le 28 mai 2011 à Montréal,,, est la première chanteuse québécoise de renommée internationale. Surnommée "la chanteuse de la guerre", elle a interprété les répertoires français et américain durant la Seconde Guerre mondiale, période où l'importation de disques français était presque impossible au Québec. Elle a fait découvrir le répertoire latino-américain aux francophones et anglophones du Canada dans ses propres traductions, ce qui lui a valu un important succès. L'une des premières femmes à animer sa propre émission de radio à Toronto (en anglais), Latin American Serenade, elle a enregistré plusieurs disques avec RCA Victor (Montréal, New York) et la Southern Publishing Company (Los Angeles).
Sa carrière internationale l'a amenée à se produire dans les clubs huppés de New York (dont le Copacabana et le Blue Angel) et de Londres (dont l'Orchid Room) et à donner des spectacles dans le monde entier. Après avoir passé un an au Mexique (1945-46), où elle a joué avec le musicien Gabriel Ruiz, et s'être produite à la chaîne radiophonique XEW, elle s'est hissée pour la troisième fois jusqu'à Hollywood (1948), où elle a signé un contrat pour jouer dans une comédie musicale. Un accident de voiture sur l'autoroute menant de Los Angeles à Las Vegas, suivi d'une hospitalisation de huit semaines pour commotion cérébrale dans un hôpital de Los Angeles, ont signé le début de la fin de sa carrière internationale.

## Biographie
Alys Robi est née à Québec le 3 février 1923 dans le quartier ouvrier de Saint-Sauveur,. Elle est la fille de Napoléon Robitaille, pompier, et d'Albertine Dussault. Elle commence sa carrière de chanteuse à l'âge de quatre ans, en présentant des tours de chants lors de galas de lutte auxquels participe son père, pompier et lutteur, et dans des spectacles en plein air sur les Plaines d'Abraham. En 1930, elle présente son premier concert officiel au Théâtre Capitole à Québec, dans la revue « Ten Nights in a Bar Room »; elle se produit également au Théâtre Impérial. Puis, elle chante aux stations de radio CHRC et CKCV et gagne plusieurs concours d'amateurs. Parallèlement, elle prend des leçons de chant, de danse (dont à claquettes), de diction et de comédie, avec divers professeurs auprès de Jean Riddez (chanteur d'opéra, père des actrices Mia et Sita Riddez), à Montréal.

### Ascension fulgurante

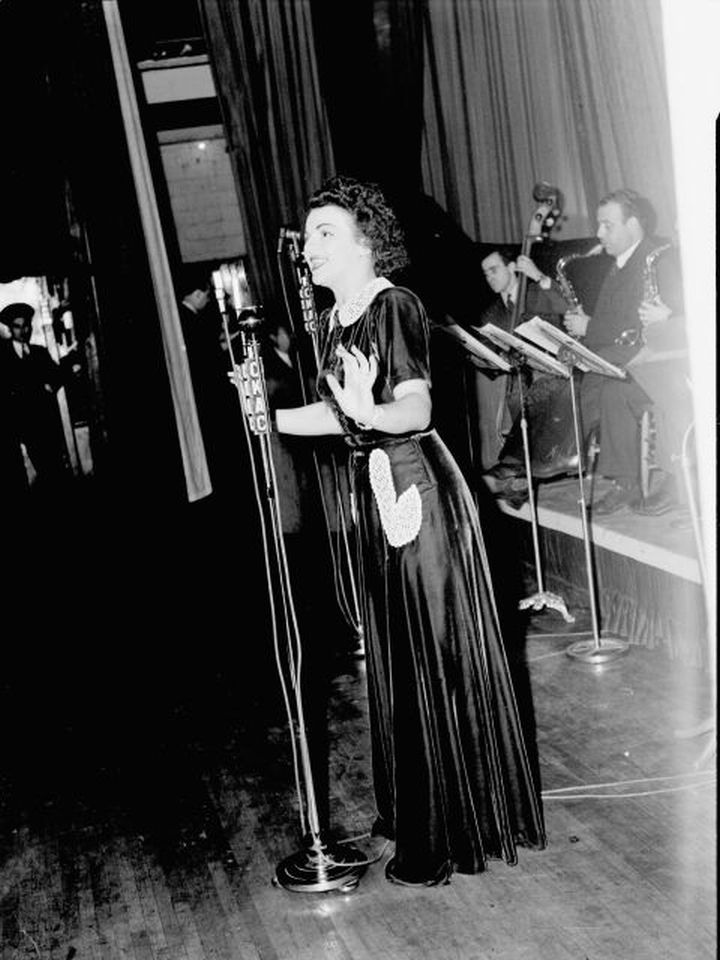
Alys Robi accompagnée par un orchestre sur la scène d'une salle de spectacle lors de la radiodiffusion d'une émission par la station C.K.A.C. à Montréal, en 1943.

À 12 ans, elle quitte Québec pour Montréal. En 1936 (à l'âge de 13 ans), elle est engagée au Théâtre national, dans la troupe de Rose Ouellette. Sous sa direction, elle apprend le métier d'actrice pendant les 75 semaines que dure son contrat prolongé. En 1937, elle chante aussi à la station de radio CKAC-La Presse, à l'émission « La Veillée du samedi soir » aux côtés de vedettes comme Amanda Alarie et Gratien Gélinas. Elle entre dans la troupe de Jean Grimaldi et côtoie aussi les grands artistes burlesques de l'époque tels Juliette Petrie, Manda Parent et Olivier Guimond (fils), avec qui elle a une longue relation. Elle continue sa carrière dans les cabarets montréalais et elle est remarquée à l'Esquire Club (en 1942) par le réalisateur Rusty Davis qui la présente aux chefs d'orchestre et arrangeurs Lucio Agostini et Allan McIver : elle effectue régulièrement avec ces derniers, des passages radiophoniques, pendant lesquelles (inspirée par l'actrice et chanteuse brésilienne Carmen Miranda, qu'elle a vue sur écran de cinéma) elle se spécialise dans la musique latino-américaine, afin de conquérir le Canada anglais.
C'est durant la Seconde Guerre mondiale que la chanteuse Alys Robi grimpe les échelons de la notoriété. En 1942, elle enregistre Tico, tico (originellement popularisé par Carmen Miranda), qui, avec Bésame mucho de Consuelo Velázquez, toutes deux publiées par RCA Victor, lui apportent un succès énorme. Toujours pendant la guerre, elle anime une émission en français à la radio, appelée Tambour battant, et effectue plusieurs tournées dans les bases militaires canadiennes. Ayant une grande facilité pour les langues, elle traduit plusieurs chansons,, comme Adios muchachos, Brésil, Je te tiens sur mon cœur. Vers 1944, Alys accepte plusieurs contrats qui la mèneront en Europe. De plus, à Londres, elle remporte un succès en chantant à la BBC. La popularité de ces émissions permit à Alys de se faire connaître partout en Angleterre. Elle se rendit, par la suite, en France et chante de Paris jusque sur la Côte d'Azur. Elle revient à Toronto après des visites éclairs en Suisse et en Hollande. En 1945, elle s'installe au Mexique durant quelques mois et travaille avec le célèbre compositeur Gabriel Ruiz. En 1944, ses cachets dépassent 2 000 dollars CAD par semaine (une fortune à l’époque, où la plupart des travailleurs gagnent à peine cette somme en deux ans). Elle en arrive à ses premiers enregistrements officiels, de grande qualité, pour RCA Victor avec l'orchestre de Lucio Agostini, le 13 décembre 1944 — c'est ce jour-là qu’elle immortalise ses versions de Beguine (Beguin the Beguine), Amour (Amor, dont les paroles françaises sont signées Jean Lalonde[réf. nécessaire]) et encore sa chanson emblématique, Tico-Tico,. Alys qui parle alors couramment le français, l'anglais, l'espagnol et l'italien, traduit elle-même la majorité des textes des versions qu'elle enregistre, aidée à quelques occasions par l'annonceur radiophonique Alain Gravel. Dans les années 1940, elle entame une tournée sud-américaine. Elle donne des concerts au Brésil, en Argentine, au Pérou et au Mexique. Ses émissions radiophoniques sont enregistrées et distribuées à la grandeur du globe. Alys Robi est l'idole des Américains et bientôt, Hollywood la convoitera. Aux États-Unis, elle côtoie les grands du métier, tels que Frank Sinatra, Dean Martin, Sammy Davis, Jr., Nat King Cole, etc.

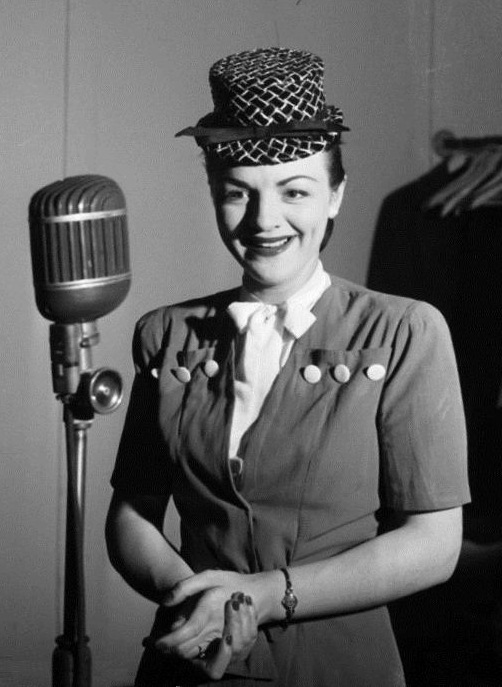
Alys Robi durant l'enregistrement de l'émission radiophonique "Revoir Paris", 1945.

Auprès d'Agostini, second homme marié dont elle devient amoureuse, elle chante à des émissions du réseau anglais de la SRC, dont « Latin American Serenade » (de 1944 à 1948) et l’émission « Sunday Night Show », à Toronto, où elle réside alors. Ses déplacements sont tellement fréquents entre Montréal, New York et Toronto, qu'elle nolise un avion de la BOAC pour son usage personnel.
La carrière d'Alys Robi s'oriente de plus en plus vers les États-Unis en 1946, lorsqu'elle s'installe à New-York. Lors de ses visites au Québec, elle est reconnue comme une vedette internationale. En 1947, elle est connue à Paris, Londres, New York, Québec, Montréal, Rio de Janeiro et Mexico. Pendant les années 1940, elle enregistre plusieurs disques et chante dans les cabarets chics de New York et, en 1947, va en Angleterre pour chanter sur le premier programme régulier au monde qui soit télévisé, à la BBC. Après son séjour à Londres, elle retourne à Hollywood. Les studios de la MGM veulent Alys Robi comme nouvelle icône. Une brillante carrière cinématographique s'annonce pour Alys.
Elle est « la première chanteuse québécoise (ou canadienne) de musique populaire » à mener une carrière internationale — en faisant abstraction d'Emma Albani, chanteuse lyrique. Figurent parmi ses grands succès : Le tram, Beguine, Tico-Tico, Amour, Je te tiens sur mon cœur, Brésil, Besame mucho, Adios muchachos, Chica chica boum chic, Symphonie, Cachita et Jalousie.

### Arrêt brutal
Après trois séjours à Hollywood (1944, 1946 et 1948) où elle fait des bouts d'essais et se voit offrir quelques contrats, d'abord avec la Warner Bros pour jouer le rôle de la protagoniste dans Rhapsody in Blue (1945), film racontant la relation tumultueuse qu'ont entretenue George Gershwin et Julie Adams (le rôle sera confié finalement à Joan Leslie), puis dans une comédie musicale de la Metro-Goldwyn Mayer, Alys Robi est impliquée dans un accident de voiture et se retrouve hospitalisée pour commotion cérébrale durant huit semaines dans un hôpital de la Californie. Elle tente un retour en studio pour poursuivre le tournage, mais son état de santé demeure fragile et elle doit poursuivre sa convalescence.
Rentrée au Québec pour prendre du repos au Sanatorium Prévost, institution montréalaise (mais qu'elle situe dans les Laurentides dans sa biographie) accueillant des personnalités publiques souffrant de maladies nerveuses où elle a déjà séjourné. Elle se fera hospitaliser sans le vouloir, avec le consentement de son père et d'un médecin à l'hôpital psychiatrique Saint-Michel-Archange (aujourd'hui l'Institut Universitaire de santé mentale de Québec) de Beauport, un asile d'aliénés où elle restera enfermée pendant plus de cinq ans. Elle y recevra des traitements radicaux : lourde médication, électrochocs et même une lobotomie. Elle sera aussi déclarée "inapte" aux yeux de la loi, c'est-à-dire privée de toute identité légale.
À sa sortie de l'hôpital en 1953, elle a tout perdu. Six mois plus tard, elle se produit à nouveau dans des clubs de Québec (Chez Gérard) et de Montréal (El Morocco) et se marie avec un dénommé Aladino Ciammara. Victime de violences conjugales, elle réussit à faire annuler son mariage. En 1955, elle reçoit son certificat de santé et retrouve son identité légale. Elle tente de relancer sa carrière internationale, mais son absence de plus de cinq ans et les tabous entourant son séjour psychiatrique seront irrémédiables. Dorénavant, elle poursuivra une carrière locale. Dans les années 1980, elle crée la Fondation Alys Robi pour aider les individus souffrant de problèmes de maladies psychiques. En 1985, Alys Robi reçoit des mains du Prince Roy de Sealand, le Très vénérable Ordre de Saint-Jean, ce qui lui confère le titre de Lady pour avoir dignement soutenu cette cause".
À ce jour, l'histoire psychiatrique d'Alys Robi a été largement discutée dans les médias sans jamais faire l'objet d'une étude sérieuse ou d'une analyse exhaustive qui s'appuie sur des preuves historiques. L'histoire d'Alys Robi a été transmise selon des racontars et des croyances, ainsi que par la chanteuse elle-même qui a exposé ses souvenirs. Cependant, le flou entourant son séjour en psychiatrie (les archives médicales des Sœurs de la Charité demeurent inaccessibles) et les nombreuses interprétations qui en ont été faites ont donné lieu à des informations et à des dates divergentes selon les diverses sources consultées.
En 1989, à la suite d'une rencontre avec l'auteur-compositeur-interprète Christine Charbonneau, celle-ci lui écrit une chanson sur mesure qui traite de la souffrance que la maladie mentale peut causer chez ceux qui en sont affectés. Charbonneau l'intitule Un long cri dans la nuit, titre que la chanteuse utilisera dans un récit autobiographique. Fait important, ce texte est marqué par une absence de dates et de faits historiques vérifiables; il présente d'importantes divergences avec une biographie ultérieure qui s'appuie elle-même sur les dires de la chanteuses. Ici se trouvent les limites du témoignage et de l'histoire orale: les récits qui ont été produits des années 1980 à 1994 et jusqu'au film de 2004 ne s'appuient sur aucune étude de fond véritable qui retrace l'histoire d'Alys Robi.

### Remontée
Depuis un passage à La Rose Rouge, un club gay de Montréal, à la fin des années 1960, « la première dame de la chanson retrouve un public qui fait d’elle une reine » : elle est relancée, « récupérée dans les années soixante-dix par le milieu gay qui la porte aux nues. » Ce n'est qu'à la fin des années 1970 que la chanteuse Alys regagne sa célébrité par la chanson-hommage Alys en cinémascope de Luc Plamondon, interprétée par Diane Dufresne. Et le monde du cabaret québécois l'honore, en donnant le nom d'Alys à ses trophées annuels.
En 1989, Alain Morisod lui offre un album et une chanson sur mesure : Laissez-moi encore chanter, qui lui permettent de lancer véritablement une seconde carrière.
Sa vie est, depuis lors, le sujet de plusieurs livres, de thèses universitaires, d'une pièce de théâtre et, en 1995, d'une série télévisée écrite par Denise Filiatrault où le rôle d'Alys est confié à la comédienne Joëlle Morin (devenue une amie,) et l'interprétation des chansons à Isabelle Boulay. Finalement, le film Ma vie en cinémascope (2004), cette fois réalisé par Denise Filiatrault, raconte la vie exceptionnelle de celle qui fut la « Céline Dion des années quarante », interprétée par la comédienne Pascale Bussières. Ce film et la chanson Alys en cinémascope « l'ont fait connaître à la génération des petits-enfants de ses premiers admirateurs. »
En janvier 2005, la troupe Paris-Paris présente la revue musicale Si Alys m'était chantée qui rend hommage à la chanteuse. Robi, elle-même, remonte sur scène pour prendre part à ce spectacle qui est présenté d'abord au Casino de Montréal, puis au Casino du Lac-Leamy. Pour une quarantaine de représentations, c'est elle qui clôt le spectacle en interprétant son succès Laissez-moi encore chanter.,, Cette même année, elle offre un spectacle à Québec, au bar gai Le Drague, en février, puis à l'été, elle se produit à deux reprises durant les célébrations de la Fierté gaie de Québec.
Elle meurt à l'âge de 88 ans, le 28 mai 2011, à l'hôpital Maisonneuve-Rosemont, à Montréal de probables conséquences d'une infection à la bactérie C. difficile. Le public est invité à défiler devant son cercueil à Montréal, puis à Québec, sa ville natale,,. Elle est inhumée au cimetière Notre-Dame-de-Belmont auprès des siens, dont sa mère, Albertine Dussault, et son père, Napoléon Robitaille.

## Commémoration
Une plaque commémorative a été installée sur la maison de naissance d'Alys Robi, au 391 boulevard Charest Ouest, par la ville de Québec en 1996,. Par ailleurs, la ville de Québec a donné le nom de Parc Alys-Robi à un parc public inauguré en octobre 2016 et situé au croisement de la rue Napoléon et de la rue Victoria, non loin de sa maison de naissance,.
La ville de Montréal, le 3 février 2013, a nommé en son honneur le Parc Lady-Alys-Robi, situé dans l'arrondissement Mercier–Hochelaga-Maisonneuve.
En août 2023, Les Rendez-vous d'histoire de Québec (RDVQ) organisent une journée d'activité et de conférence en hommage à la chanteuse qui aurait fêté son 100e anniversaire au cours de l'année.

## Discographie

### Albums
- 1980 Ma carrière... mes chansons. Nouveaux enregistrements. (Trans-Canada, TCM-1002)
- 1989 Laissez-moi encore chanter (Saisons, SNS 90019)
- 2008 Les jalouses du blues. Alys Robi interprète : Mes blues passent pu dans porte. (EDC Musique, EDC23497)

### Simples
- 1942 Tico-Tico – Amour (His Master’s Voice Victor, 56-5112)
- 1943 Le tram – Beguine (His Master’s Voice Victor, 56-5111)
- 1943 La route enchantée – Ma mie (His Master's Voice Victor, 56-5113)
- 1943 Rhum et Coca-Cola – Mes rêves sont de plus en plus charmants (His Master’s Voice Victor, 56-5114)
- 1943 Je te tiens sur mon cœur – Brésil (His Master’s Voice Victor, 56-5115)
- 1943 Besame mucho – Rosalita (His Master's Voice Victor, 56-5116)
- 1944 Laura – Petite negrita (His Master’s Voice Victor, 56-5117)
- 1944 Lorsque tu reviendras – Dans tes yeux (His Master's Voice Victor, 56-5118)
- 1944 Adios muchacho – Chica chica boom chic (His Master's Voice Victor, 56-5119)
- 1945 Ça atomiqu’t’y? – Ah! Ça vit! Ça va! (His Master’s Voice Victor, 56-5122)
- 1945 Le bonheur n'est qu'un rêve – M'amour (His Master's Voice Victor, 56-5124)
- 1945 Symphonie – Cachita (His Master’s Voice Victor, 56-5126)
- 1945 Viens plus près de moi – Tampico (His Master's Voice Victor, 56-5127)
- 1945 Sans tes caresses – Si tu m'aimes (His Mster's Voice Victor, 56-5128)
- 1946 Mon chant d'amour – Aimer en vain (RCA Victor, 56-5129)
- 1946 Dans un petit baiser – Ah dis-moi (RCA Victor, 56-5130)
- 1946 Jalousie – Ah! Le petit vin blanc (RCA Victor, 56-5131)
- 1946 La gypsy – J'ai besoin de toi (RCA Victor, 56-5132)
- 1946 Nuit et jour – Chiapanecas (RCA Victor, 56-5133)
- 1947 Chaque nuit – J'entends des rumeurs (RCA Victor, 56-5134)
- 1947 Tu verras – Zip-a-dee-doo-dah (RCA Victor, 56-5137)
- 1947 Sonata – Tout simplement (RCA Victor, 56-5140)
- 1948 Je vous aime – Chi baba chi baba (RCA Victor, 56-5144)
- 1948 Dis-moi que tu m'aimes – Les jours sont courts (RCA Victor, 56-5145)
- 1948 Mon cœur n'appartient qu'à toi – Un soir de carnaval (RCA Victor, 56-5151)
- 1948 Ballerina – J'ai deux amours (RCA Victor, 56-5154)
- 1948 La danseuse est créole – Tchiou tchiou (RCA Victor, 56-5158)
- 1948 Samba samba – La vie en rose (RCA Victor, 56-5160)
- 1957 C'est Noël – Le pape Pie XII (Quality, 210)
- 1958 Anna – Plus je t'aime (Quality, 211)
- 1966 Je prie pour notre amour – Mambo à la Francesca (Rusticana, 314)
- 1989 Laissez-moi encore chanter – Laissez-moi encore chanter (instrumental) (Saisons, SNS-6615)

### Concerts
- 2005 Diva. Enregistré en 1946 au studio de la CBC. (Gala, GAL101)

### Compilations
- 1962 Les succès d'Alys Robi (RCA Victor Gala, CGP 101; Réédition 1995 : BMG Musique Québec, 74321-26774-2; Réédition 2006 : Sony BMG, 82876-82970-2)
- 1995 La collection volume 1 (Fonovox, VOX 7802-2)
- 1995 La collection volume 2 (Fonovox, VOX 7803-2)
- 1997 Alys Robi (DEP, PORT2-1046)
- 2004 Alys Robi : l'anthologie 1943-1966 (XXI-21, XXI21502)
- 2005 Alys Robi - Collection Québec Info Musique (Expérience, EXP 111)

### Hommages
- 1980 Alys en cinémascope. Chanson interprétée par Diane Dufresne.
- 1995 Alys Robi (BO). Chansons interprétées par Isabelle Boulay. (PGC Musique, PGC-CD-979)
- 2004 Ma vie en cinémascope (BO). Chansons interprétées par Pascale Bussières. (Musicor, MQMCD-2342)

## Prix et distinctions
- 1944 : deux Trophées Laflèche de la meilleure chanteuse populaire de l'année (francophone, anglophone)[9]
- 1944 : Ambassadrice du bon Accord, titre décerné par l’Université Laval, pour la bonne entente entre les francophones et anglophones du Canada[34]
- 1945 : Trophée Beaver[9]
- 1985 : La reine Elisabeth II l'honore du titre de Lady, en la décorant « chevalière du Très vénérable ordre de Saint-Jean, en septembre 1985, à la basilique de Québec à Beauport (sic) »[35],[4], pour sa contribution au domaine de la maladie mentale[18]
- 1992 : elle est une invitée d'honneur à la réouverture du théâtre Capitole de Québec, le 21 novembre 1992[4]
- Le 21 avril 2005, lors d'une cérémonie au Château Frontenac, Alys Robi reçoit le titre de Chevalier de la Pléiade - Ordre de la francophonie et du dialogue des cultures, un honneur décerné par M. Michel Bissonnet, président de l'Assemblée des parlementaires de la francophonie.

## Filmographie
- Alys Robi, mini-série de quatre épisodes, réalisée en 1995 par Denise Filiatrault, qui met en scène Joëlle Morin dans le rôle d'Alys Robi.
- Ma vie en cinémascope, réalisé en 2004 par Denise Filiatrault, qui met en scène Pascale Bussières dans le rôle d'Alys Robi

## Biographie de l'artiste
- Alys Robi, Alys Robi : ma carrière et ma vie - Enfin toute la vérité, Montréal, Éditions Quebecor, coll. « Témoignage », 1980, 155 p. (ISBN 2-89089-052-X).
- Alys Robi et Claude Leclerc (dir.), Un long cri dans la nuit : cinq années à l'Asile (autobiographie), Montréal, Édimag, 2004 (1re éd. 1990), 150 p. (ISBN 2-89542-143-9 et 978-2-8954-2143-6).
- Jean Beaunoyer, Fleur d'Alys, Montréal, Éditions Leméac, coll. « Vies et mémoires », 1994, 257 p., 22 cm (ISBN 2-7609-5133-2 et 978-2-7609-5133-4).

## Récit biographique documenté
- Chantal Ringuet, Alys Robi a été formidable : Nouveau regard sur une figure d'avant-garde (récit biographique), Montréal, Québec Amérique, coll. « Biographies », 2021, 280 p., 22 cm (ISBN 2-7609-5133-2 et 978-2-7609-5133-4).

## Anthologies
- Robert Giroux, Constance Havard et Rock La Palme, Le guide de la chanson québécoise [avec index], Paris : Syros/Alternatives  (ISBN 2-8673-8670-5); Montréal : éd. Triptyque, coll. « Les guides culturels Syros », 1996 (1re éd. 1991), 179 p., 22 cm (ISBN 2-89031-124-4).
- Robert Thérien et Isabelle D'Amours, Dictionnaire de la musique populaire au Québec : 1955-1992, Québec, éd. Institut québécois de recherche sur la culture (IQRC), 1992, xxv, 580 (ISBN 2-89224-183-9).